# Shintarō Asanuma
Shintarō Asanuma (jap. 浅沼 晋太郎 Asanuma Shintarō; ur. 5 stycznia 1976 w Morioce) – japoński reżyser, aktor, aktor głosowy i scenarzysta, współpracujący z agencją dandelion.